# Albulabanan
Albulabanan (tyska: Albulabahn eller Albulalinie) är en järnvägslinje i kantonen Graubünden i Schweiz. Den går mellan Thusis (697 m.ö.h.) i distriktet Hinterrhein till  kur- och vintersportorten St Moritz (1 775 m.ö.h.) i Engadin. 
Den 61,7 kilometer långa smalspåriga järnvägen med spårvidden 1 000 mm (meterspår) går över 144 broar och genom 42 tunnlar och ingår liksom bland andra Berninabanan i Rhätische Bahns järnvägsnät.

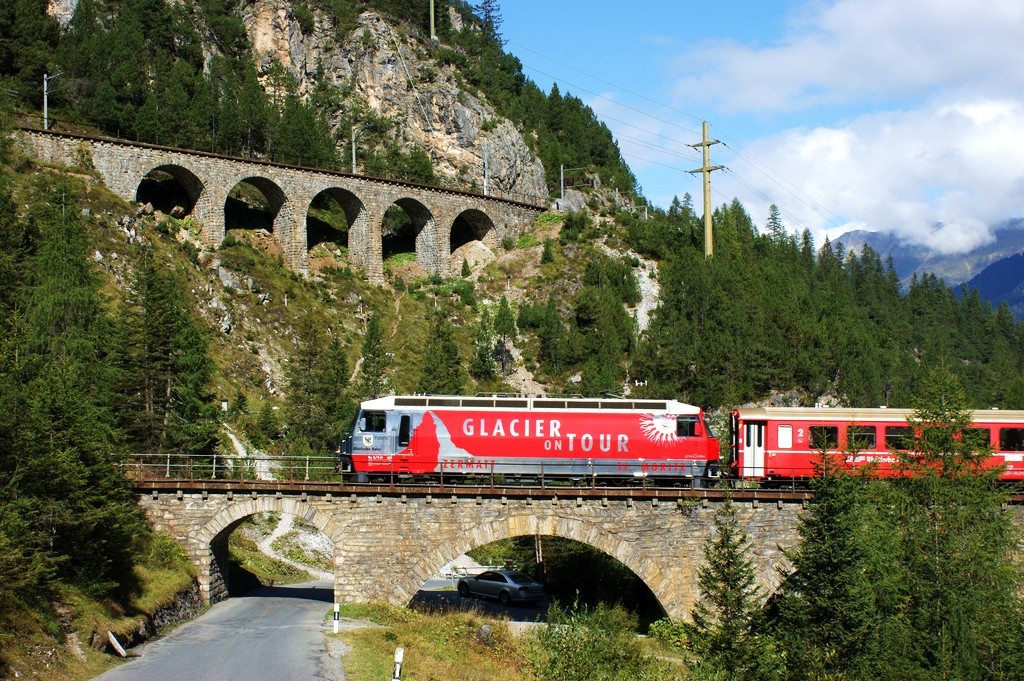
Ett sydgående tåg på en av viadukterna.

Albulabanen började byggas i september 1898 som en förlängning av en järnvägssträcka från Landquart till Thusis och första delen till Celerina invigdes 1 juli 1903. Resten av sträckan till
St Moritz var klar 10 juli 1904. År 2008 upptogs järnvägen, tillsammans med Berninabanan som också går till St Moritz, på Unescos världsarvslista som Rhätische Bahn i Albula och Berninas landskap.